# Oebisfelde-Weferlingen
Oebisfelde-Weferlingen es un municipio situado en el distrito de Börde, en el estado federado de Sajonia-Anhalt (Alemania). Su población a finales de 2015 era de unos 14 000 habitantes y su densidad poblacional, 56 hab/km².
Se encuentra ubicado junto a la frontera con el estado de Baja Sajonia y a la orilla sur del río Ohre, afluente del río Elba.